# 三杯棒网虫
三杯棒网虫（学名：Dictyocoryne tricupiformis）为海绵盘虫科棒网虫属的动物。分布于爪哇、菲律宾海、马利安娜海沟、东海以及中国南海、西沙北海槽等海域。